# Тарантаска
Тарантаска (італ. Tarantasca, п'єм. Tarantasca) — муніципалітет в Італії, у регіоні П'ємонт,  провінція Кунео.
Тарантаска розташована на відстані близько 500 км на північний захід від Рима, 65 км на південь від Турина, 13 км на північ від Кунео.
Населення — 2122 особи (2014).
Покровитель — San Bernardo.

## Демографія
Населення за роками:

Станом на 1 січня 2023 року в муніципалітеті офіційно проживало 157 іноземців з 19 країн, серед них 31 громадянин країн Євросоюзу.

## Сусідні муніципалітети
- Буска
- Ченталло
- Кунео
- Віллафаллетто